# Élection gouvernorale de 2018 en Alaska
L' élection gouvernorale de 2020 en Alaska a lieu le 6 novembre 2018 afin d'élire le gouverneur de l'État américain d'Alaska.
L'élection est remportée par le candidat républicain Mike Dunleavy.

## Contexte
Initialement candidat à sa réélection, le gouverneur indépendant sortant William Walker se désiste finalement le 19 octobre en faveur du candidat démocrate Mark Begich face au républicain Mike Dunleavy, estimant impossible sa victoire dans le cadre d'une élection tripartite. Walker avait tenté sans succès au cours des primaires d'obtenir le soutien du parti démocrate. A ce stade de la campagne, son retrait n'entraine pas celui de son nom des bulletins de vote,.

## Système électoral
Le gouverneur de l'Alaska est élu au scrutin uninominal majoritaire à un tour pour un mandat de quatre ans renouvelable une seule fois de manière consécutive. Un gouverneur ayant accompli deux mandats successifs peut néanmoins se représenter après un délai d'une durée d'un mandat entier, soit quatre ans.

## Résultats
| Candidats                | Candidats                | Partis                   | Voix    | %     |
| ------------------------ | ------------------------ | ------------------------ | ------- | ----- |
|                          | Mike Dunleavy            | Républicain              | 145 631 | 51,44 |
|                          | Mark Begich              | Démocrate                | 125 739 | 44,41 |
|                          | Bill Walker              | Indépendant              | 5 757   | 2,03  |
|                          | William Toien            | Libertarien              | 5 402   | 1,91  |
|                          | Candidats par écrit      | Candidats par écrit      | 605     | 0,21  |
|                          |                          |                          |         |       |
| Votes valides            | Votes valides            | Votes valides            | 283 134 | 99,38 |
| Votes blancs et nuls     | Votes blancs et nuls     | Votes blancs et nuls     | 1 757   | 0,62  |
| Total                    | Total                    | Total                    | 284 891 | 100   |
| Abstention               | Abstention               | Abstention               | 286 960 | 50,18 |
| Inscrits / participation | Inscrits / participation | Inscrits / participation | 571 851 | 49,82 |